# Nieuport-Delage NiD-120
Le Nieuport Delage NiD 120 est un chasseur monoplan français des années 1930. 

## Design et développement
En 1930, l'Armée de l'air fait requête, il recherche un chasseur monoplace propulsé par un moteur de 650 CV pouvant atteindre la vitesse de 350 km/h et la hauteur de 9 000 mètres. 27 avions sont proposés par les industriels français, un est sélectionné. L'avion proposé par Nieuport-Astra est un chasseur à aile parasol, autrement dit ses ailes sont montées au-dessus du fuselage grâce à deux tiges de bois. Un trou est découpé pour permettre au pilote de passer sa tête au dessus des ailes, lui permettant une meilleure observation du ciel au dessus de lui. Le moteur est refroidi par un radiateur original : celui-ci est placé dans l'aile et est ventilé par une petite fente. Le train d’atterrissage est de type classique. Deux versions sont proposées : d'une part le Nieuport-Delage NiD 121 propulsé par un moteur V12 Lorraine-Dietrich 12H à refroidissement à eau ; d'autre part le NiD 122 avec un moteur type 12Y en V12 Hispano-Suiza avec les mêmes caractéristiques.
Le premier vol a lieu le 23 juillet 1932, avec la version NiD 122 (donc propulsé avec le moteur Hispano). L'avion est piloté par Joseph Sadi-Lecointe. Le premier vol du NiD 121 a lieu le 25 novembre de la même année. Le NiD 122 s'écrase le 13 avril 1933 car ses ailerons se sont détachés. Cet accident a lieu lors d'une démonstration devant les représentants du parlement français. Cependant les tests continuent avec un 2e NiD 122. Alors que les performances ne sont pas si mauvaises, le NiD 121 atteint la vitesse de 367 km/h, il est pourtant critiqué en grande partie à cause de son radiateur, considéré comme un point de vulnérabilité en situation de combat, mais aussi à cause de ses piètres performances à haute altitude. Le Dewoitine D.500 sera finalement choisi.
En septembre 1933, le NiD 121 est testé par des représentants de l'Armée de l'air péruvienne. Ce test convainc les représentants de passer commande : l'Armée de l'air péruvienne en commande 6 mais demande à ce qu'ils puissent être équipé de train d’atterrissage classique ou de flotteur. Un prototype de chasseur de l'Armée de l'air péruvienne vole le 18 juillet 1934. Une version finale, le NiD 125, est construit par l'Armée de l'air française pour une évaluation avec un moteur plus puissant, un Hispano-Suiza 12Y. L'avion est armé d'un canon de 20 mm dans l'axe et de deux mitrailleuses Vickers de 7,7 mm synchronisées (tirant à travers les pales) ; le radiateur d'origine est remplacé par un plus conventionnel monté sur le côté du fuselage. Des deux prototypes, un vole en juin 1934, mais malgré de bonne performance, un autre avion avec la même propulsion et le même armement sera choisi : une version de Dewoitine D500, le Dewoitine D510.

## Variantes

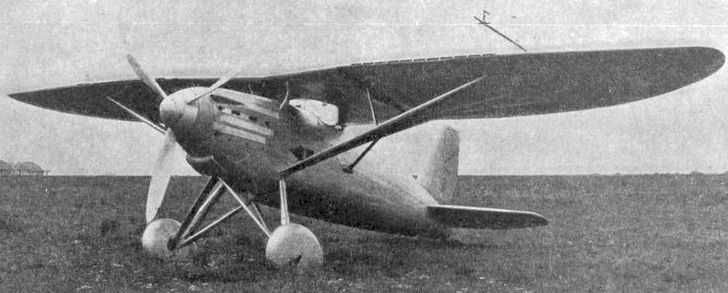
NiD 122 photo issu de L'Aerophile Salon de 1932

### Nieuport-Delage NiD 121
Propulsé par un moteur de 670 CV Lorraine-Dietrich 12H, 1 seul construit.

### Nieuport-Delage NiD 122
Propulsé par un moteur de 690 CV Hispano-Suiza 12Xbrs. 2 construits.

### Nieuport-Delage NiD 123[3]
Chasseur pour le Pérou avec le train convertible (roue/flotteur), propulsé par un moteur de 720 CV Lorraine-Dietrich 12Hdrs Petrel. 1 prototype et les 6 livrés au Pérou.

### Nieuport-Delage NiD 125
Chasseur amélioré, avec un moteur de 860 CV Hispano-Suiza 12Ycrs, système de refroidissement nouveau. Il atteindra les 400 km/h pendant les tests. 1 construit.

## Utilisateur
Pérou
- Armée de l'Aire Péruvienne - Les 6 NiD 123 qui seront livrés en 1935.